# 天主教洛哈教區
天主教洛哈教區（拉丁語：Dioecesis Loiana）是厄瓜多爾一個羅馬天主教教區，屬昆卡總教區。
教區成立1862年12月29日，位於洛哈省。2004年有教友523,442人（佔轄區總人口94.8%）、七十八個堂區、120名司鐸。現任教區主教為懷德·赫奧瓦·埃拉斯-塞加拉。